# Pierre Turgeon (hockey sur glace)
Pour les articles homonymes, voir Pierre Turgeon et Turgeon.
Temple de la renommée : 2023
Pierre Julien Turgeon (né le  28 août 1969 à Rouyn dans la province de Québec au Canada), est un joueur canadien professionnel de hockey sur glace.

## Biographie
Dans son enfance, Pierre Turgeon était un passionné de baseball et de hockey. À l'aréna, il demandait à toutes les équipes qu'il croisait s'il pouvait jouer avec elles et apportait ses repas à l'aréna pour maximiser son temps de jeu. 

À 14 ans, il a joué comme joueur de centre pour les Citadelles de Rouyn-Noranda dans l’ancienne Ligue juvénile du Nord-Ouest, un circuit de joueurs de 17 et 18 ans. Il avait comme rêve de jouer pour les Canadiens de Montréal,.    
Au baseball, il s'est démarqué en tant que lanceur et arrêt-court. En 1982, il fait partie de l'équipe canadienne de la Petite Ligue Rotary qui a été à deux victoires  de remporter le Championnat mondial de la Petite Ligue de baseball qui se déroulait à Williamsport, en Pennsylvanie,,.  

En 2010, sa fille perd tragiquement la vie dans un accident de voiture,. 

## Carrière dans la LNH
Il a joué son hockey junior dans la Ligue de hockey junior majeur du Québec pour les Bisons de Granby de 1985 à 1987. Il fut repêché dans la Ligue nationale de hockey par les Sabres de Buffalo au 1er rang du repêchage d'entrée dans la LNH 1987.
Pierre Turgeon a évolué pour les Sabres de Buffalo de 1987 à 1991, pour les Islanders de New York de 1991 à 1994, pour les Canadiens de Montréal de 1994 à 1996, pour les Blues de Saint-Louis de 1996 à 2001, pour les Stars de Dallas de 2001 à 2004 et avec l'Avalanche du Colorado de 2005 jusqu'à sa retraite en 2007.
Dans sa carrière, il a amassé 1327 points, dont 515 buts, en 19 saisons. Dans sa carrière, il a été surnommé le «Magicien de Rouyn». 
Il était le capitaine du Canadien de Montréal durant la dernière saison de l'équipe au Forum de Montréal.  

## Statistiques
| Saison     | Équipe                | Ligue      |       | Saison régulière | Saison régulière | Saison régulière | Saison régulière | Saison régulière |    | Séries éliminatoires | Séries éliminatoires | Séries éliminatoires | Séries éliminatoires | Séries éliminatoires |
| Saison     | Équipe                | Ligue      | PJ    | B                | A                | Pts              | Pun              | PJ               | B  | A                    | Pts                  | Pun                  |                      |                      |
| 1985-1986  | Bisons de Granby      | LHJMQ      | 69    | 47               | 67               | 114              | 31               |                  |    |                      |                      |                      |                      |                      |
| 1986-1987  | Granby Bisons         | LHJMQ      | 58    | 69               | 85               | 154              | 8                | 7                | 9  | 6                    | 15                   | 15                   |                      |                      |
| 1987-1988  | Sabres de Buffalo     | LNH        | 76    | 14               | 28               | 42               | 34               | 6                | 4  | 3                    | 7                    | 4                    |                      |                      |
| 1988-1989  | Sabres de Buffalo     | LNH        | 80    | 34               | 54               | 88               | 26               | 5                | 3  | 5                    | 8                    | 2                    |                      |                      |
| 1989-1990  | Sabres de Buffalo     | LNH        | 80    | 40               | 66               | 106              | 29               | 6                | 2  | 4                    | 6                    | 2                    |                      |                      |
| 1990-1991  | Sabres de Buffalo     | LNH        | 78    | 32               | 47               | 79               | 26               | 6                | 3  | 1                    | 4                    | 6                    |                      |                      |
| 1991-1992  | Sabres de Buffalo     | LNH        | 8     | 2                | 6                | 8                | 4                |                  |    |                      |                      |                      |                      |                      |
| 1991-1992  | Islanders de New York | LNH        | 69    | 38               | 49               | 87               | 16               |                  |    |                      |                      |                      |                      |                      |
| 1992-1993  | Islanders de New York | LNH        | 83    | 58               | 74               | 132              | 26               | 11               | 6  | 7                    | 13                   | 0                    |                      |                      |
| 1993-1994  | Islanders de New York | LNH        | 69    | 38               | 56               | 94               | 18               | 4                | 0  | 1                    | 1                    | 0                    |                      |                      |
| 1994-1995  | Islanders de New York | LNH        | 34    | 13               | 14               | 27               | 10               |                  |    |                      |                      |                      |                      |                      |
| 1994-1995  | Canadiens de Montréal | LNH        | 15    | 11               | 9                | 20               | 4                |                  |    |                      |                      |                      |                      |                      |
| 1995-1996  | Canadiens de Montréal | LNH        | 80    | 38               | 58               | 96               | 44               | 6                | 2  | 4                    | 6                    | 2                    |                      |                      |
| 1996-1997  | Canadiens de Montréal | LNH        | 9     | 1                | 10               | 11               | 2                |                  |    |                      |                      |                      |                      |                      |
| 1996-1997  | Blues de Saint-Louis  | LNH        | 69    | 25               | 49               | 74               | 12               | 5                | 1  | 1                    | 2                    | 2                    |                      |                      |
| 1997-1998  | Blues de Saint-Louis  | LNH        | 60    | 22               | 46               | 68               | 24               | 10               | 4  | 4                    | 8                    | 2                    |                      |                      |
| 1998-1999  | Blues de Saint-Louis  | LNH        | 67    | 31               | 34               | 65               | 36               | 13               | 4  | 9                    | 13                   | 6                    |                      |                      |
| 1999-2000  | Blues de Saint-Louis  | LNH        | 52    | 26               | 40               | 66               | 8                | 7                | 0  | 7                    | 7                    | 0                    |                      |                      |
| 2000-2001  | Blues de Saint-Louis  | LNH        | 79    | 30               | 52               | 82               | 37               | 15               | 5  | 10                   | 15                   | 2                    |                      |                      |
| 2001-2002  | Stars de Dallas       | LNH        | 66    | 15               | 32               | 47               | 16               |                  |    |                      |                      |                      |                      |                      |
| 2002-2003  | Stars de Dallas       | LNH        | 65    | 12               | 30               | 42               | 18               | 5                | 0  | 1                    | 1                    | 0                    |                      |                      |
| 2003-2004  | Stars de Dallas       | LNH        | 76    | 15               | 25               | 40               | 20               | 5                | 1  | 3                    | 4                    | 2                    |                      |                      |
| 2005-2006  | Avalanche du Colorado | LNH        | 62    | 16               | 30               | 46               | 32               | 5                | 0  | 2                    | 2                    | 6                    |                      |                      |
| 2006-2007  | Avalanche du Colorado | LNH        | 17    | 4                | 3                | 7                | 10               |                  |    |                      |                      |                      |                      |                      |
| Totaux LNH | Totaux LNH            | Totaux LNH | 1 294 | 515              | 812              | 1 327            | 452              | 109              | 35 | 62                   | 97                   | 36                   |                      |                      |

### Parenté dans le sport
- Frère du joueur de hockey sur glace Sylvain Turgeon qui a aussi évolué en LNH.
- Père du joueur de hockey sur glace Dominic Turgeon.

## Honneurs
Pierre Turgeon a été intronisé au Temple de la renommée du hockey en novembre 2023 en tant que joueur. Il est le cinquième joueur de l'Abitibi-Témiscamingue à recevoir cette honneur après Dave Keon, Jacques Laperrière, Serge Savard et Rogatien Vachon.   
En 1993, il a obtenu le trophée Lady Byng avec les Islanders de New York. 
En 2007, Pierre Turgeon devient le premier Canadien d'origine à être intronisé au Temple de l'Excellence Peter J. McGovern de la Petite Ligue internationale pour ses exploits qui l'a mené, avec son équipe, au Championnat mondial de la Petite Ligue de baseball à Williamsport, en Pennsylvanie. 